# Sebastián Martos
Sebastián Martos (ur. 20 czerwca 1989) – hiszpański lekkoatleta specjalizujący się w biegu na 3000 metrów z przeszkodami.
W 2008 odpadł w eliminacjach mistrzostw świata juniorów. Dwukrotnie startował w młodzieżowych mistrzostwach Europy – w 2009 był czwarty, a dwa lata później zdobył złoty medal. Piąty zawodnik uniwersjady w Shenzhen (2011). W 2016 był czwarty na mistrzostwach Europy w Amsterdamie oraz reprezentował Hiszpanię na igrzyskach olimpijskich w Rio de Janeiro.
Bez sukcesów indywidualnych startował kilka razy na mistrzostwach Europy w przełajach oraz mistrzostwach świata w biegach na przełaj.
Rekord życiowy: 8:16,46 (12 czerwca 2022, La Nucia).